# Road to Revolution: Live at Milton Keynes
Road to Revolution är en konsert av Linkin Park i som spelades utomhus i Milton Keynes den 29 juni 2008. Linkin Park var på en turné i Europa med namnet "Project Revolution". DVD:n gavs namnet "Road To Revolution" och släpptes i november 2008.

## Låtlista
1. One Step Closer, 4:07 min
2. From The Inside, 3:24 min
3. No More Sorrow, 5:06 min
4. Given Up, 3:15 min
5. Lying From You, 3:19 min
6. Hands Held High, 1:26 min
7. Leave Out All The Rest, 3:23 min
8. Numb, 3:46 min
9. The Little Things Give You Away, 7:19 min
10. Breaking The Habit, 4:24 min
11. Shadow Of The Day, 4:17 min
12. Crawling, 4:57 min
13. In The End, 3:50 min
14. Pushing Me Away, 3:18 min
15. What I've Done, 5:01 min
16. Numb/Encore(With Jay-Z), 3:01 min
17. Jigga What/Faint(With Jay-Z), 5:10 min
18. Bleed It Out, 8:14 min